# Landschaftsschutzgebiet Wiebelsheide
Das Landschaftsschutzgebiet Wiebelsheide mit 3,2 ha Flächengröße lag im Stadtgebiet Arnsberg. Es wurde 1998 mit dem Landschaftsplan Arnsberg durch den Kreistag des Hochsauerlandkreises als Landschaftsschutzgebiet (LSG) als LSG Typ B (Kleinflächiger Landschaftsschutz) ausgewiesen. Seit 2021 gehören die LSG-Flächen zum Landschaftsschutzgebiet Arnsberg.

## Beschreibung
Das LSG umfasst Offenlandbereiche. Es lag südlich von Neheim. Das LSG ging bis an den Siedlungsrand.

## Schutzzweck
Die Ausweisung erfolgte zur Sicherung und Erhaltung der Leistungsfähigkeit des Naturhaushaltes oder der Nutzungsfähigkeit der Naturgüter; wegen der Vielfalt, Eigenart oder Schönheit des Landschaftsbildes und ihrer besonderen Bedeutung für die Erholung. Durch die Ausweisung sollen Freiflächen in Ortsrandlage sichern.

## Rechtliche Vorschriften
Im Landschaftsschutzgebiet ist unter anderem das Errichten von Bauten verboten. Vom Bauverbot ausgenommen sind, sofern eine Genehmigung vorliegt, Bauvorhaben für Gartenbaubetriebe, Land- und Forstwirtschaft, der öffentlichen Versorgung mit Elektrizität, Gas, Telekommunikationsdienstleistungen, Wärme und Wasser, der Abwasserwirtschaft oder einen bestehenden angrenzenden gewerblichen Betrieb. Auch der Bau von Windkraftanlagen und Wasserkraftwerken ist mit Baugenehmigung erlaubt. Wie in den anderen Landschaftsschutzgebieten vom Typ B in Arnsberg besteht im LSG ein Verbot der Erstaufforstung und Weihnachtsbaum-, Schmuckreisig- und Baumschul-Kulturen anzulegen.